# Cookie Crisp

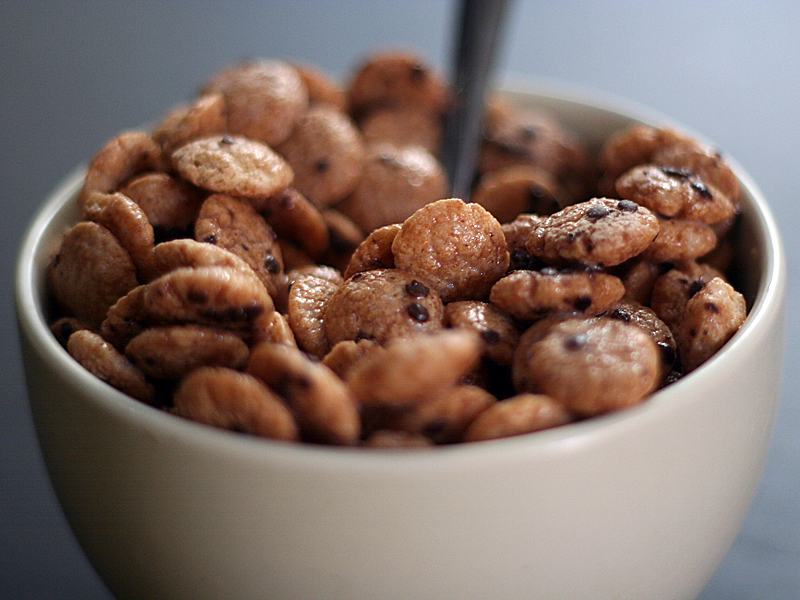
Un bol de Cookie Crisp

Les Cookie Crisp sont des céréales de petit-déjeuner au goût de cookies aux pépites de chocolat. Elles sont fabriquées par General Mills aux États-Unis,, et par Cereal Partners (sous la marque Nestlé) dans d'autres pays. Lancées en 1977, elles sont d'abord produites par Ralston Purina, qui vend la marque à General Mills en 1997. Peu après, ce dernier en change la recette.

## Variétés

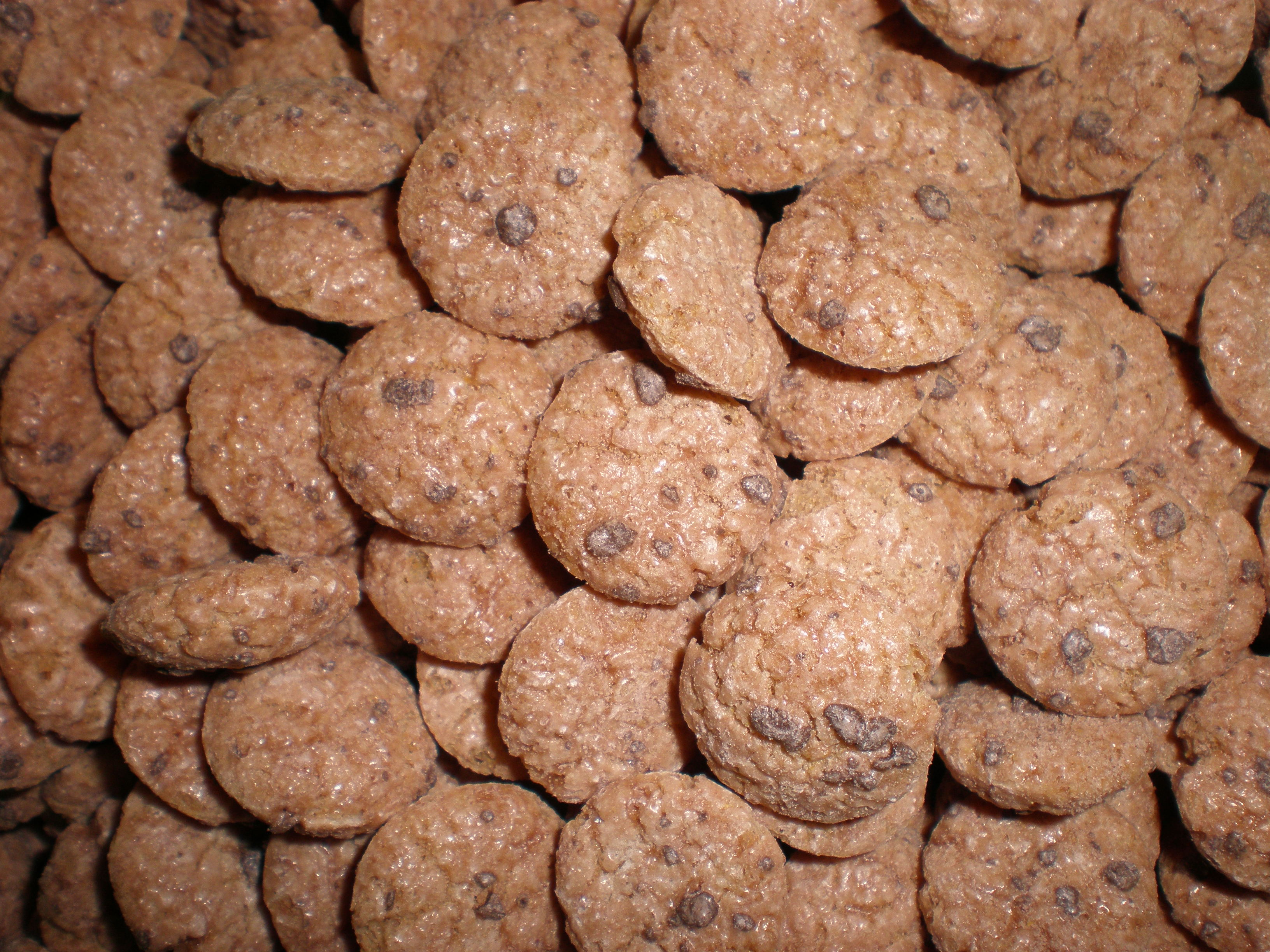
Céréales Cookie Crisp

Peanut Butter Cookie Crisp : cette variété au goût de beurre de cacahuètes fait son apparition en 2005.
Double Chocolate Cookie Crisp : une variété de Cookie Crisp saveur deux chocolats, lancée en 2006.
Cookie Crisp Sprinkles : elles sont mises sur le marché en juillet 2009. Il s'agit de cookies à la vanille saupoudrés de vermicelles associés à un arôme de lait. Durant l'été 2009, Nestlé crée un nouvel emballage pour sa version vendue au Royaume-Uni. En 2014, une version spéciale Noël est lancée, les Holiday Sprinkles Cookie Crisp,.
Cookie Crisp Brownie : saveur brownie, elles sont lancées au Royaume-Uni en 2013.
Birthday Cake Cookie Crisp (saveur « gâteau d'anniversaire ») : elles sont lancées sur le marché américain en mars 2018.
Enfin, les Cookie Crisp furent un temps disponibles au goût de gaufrettes à la vanille,.

## Imitations
En 1997, Ralston vend sa ligne de céréales à General Mills, qui en change rapidement la recette. De nombreux amateurs de Cookie Crisp se tournent alors vers des imitations et des marques étrangères pour en retrouver le goût original.
Les Cookie Crunch sont lancées par Keebler, une filiale de Kellogg's, en 2008. Ces céréales, très semblables aux Cookie Crisp, imitent les cookies Chips Deluxe et les biscuits au fudge saveur chocolat de Keebler.